# Abrahão Saliture
Abrahão Saliture (Rio de Janeiro, 17 dicembre 1884 – Rio de Janeiro, 30 aprile 1967) è stato un pallanuotista e canottiere brasiliano.
È stato membro del Brasile di pallanuoto che ha partecipato ai Giochi di Anversa 1920, classificandosi al quarto posto.
Al torneo olimpico ad Anversa, la prima volta che il Brasile partecipò ai Giochi, ha partecipato anche con il canottaggio, alla gara del Quattro con.